# Copacabanafortet

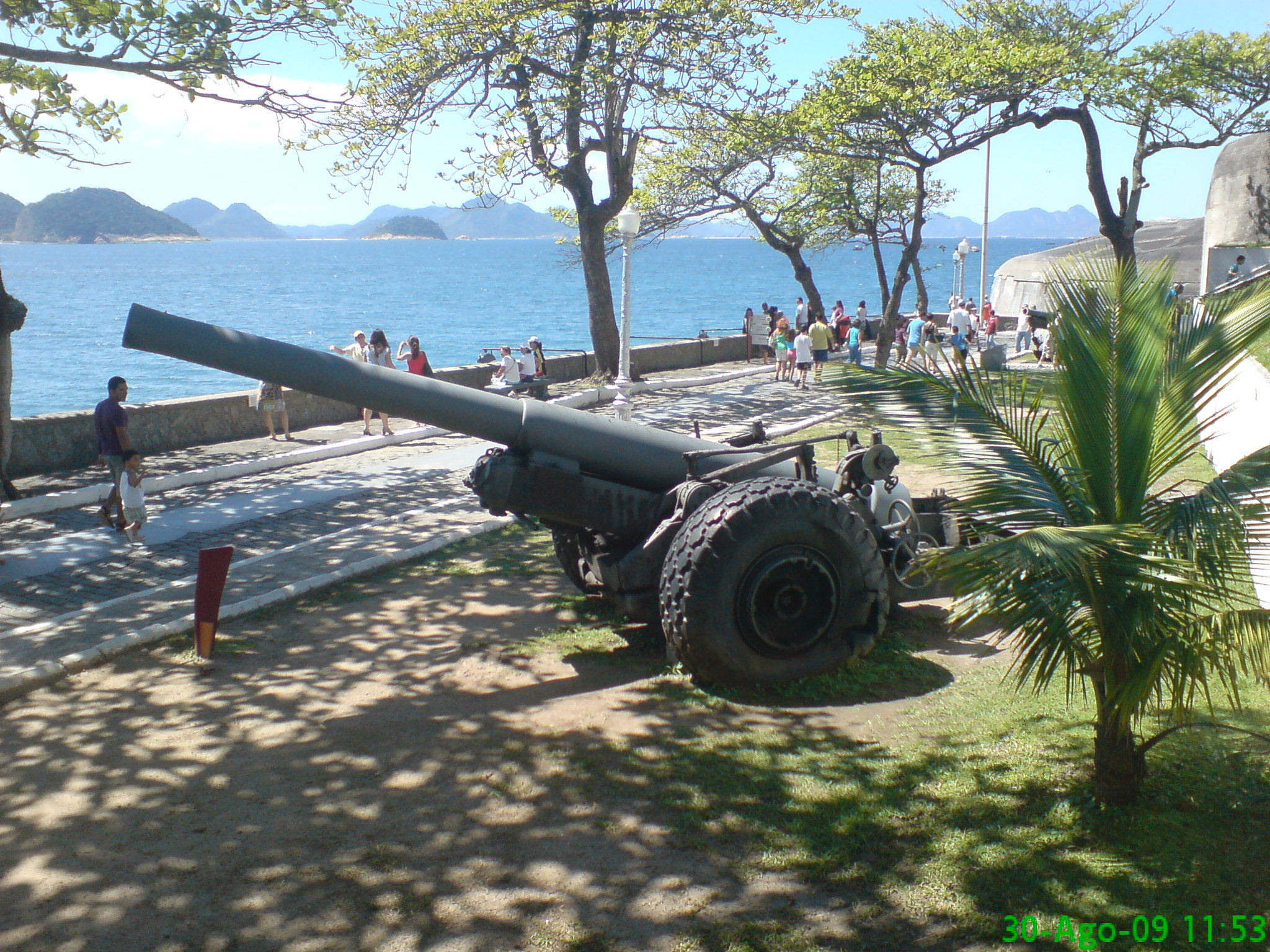
Copacabanafortet

Copacabanafortet (portugisiska: Forte de Copacabana, IPA: [ˈfɔʁtʃi dʒi ˌkɔpɐkɐˈbɐ̃na]) är en militärbas och ett försvarsfort i den södra delen av Copacabanastranden i Rio de Janeiro. Basen är öppen för besökande och innehåller Museo Histórico do Exército, ett museum om arméns historia, samt ett kustfort som är det egentliga Copacabanafortet. Uppförandet av fortet började 1908, och det stod färdigt 1914. Syftet med det var att skydda Copacabanastranden och inseglingen till stadens hamn.
Under Olympiska sommarspelen 2016 användes för som arena för maratonsimning, triathlon och landsvägscykling.